# Новая Пустоваровка
Но́вая Пустова́ровка (укр. Нова Пустоварівка) — село, входит в Сквирский район Киевской области Украины.
Население по переписи 2001 года составляло 98 человек. Почтовый индекс — 09033. Телефонный код — 4568. Занимает площадь 0,74 км². Код КОАТУУ — 3224083602.

## Местный совет
09033, Київська обл., Сквирський р-н, с.Ленінське, вул.Леніна,45